# سكوت برانت
سكوت برانت (بالإنجليزية: Scott Brant)‏ هو متسابق دراجات نارية أمريكي، ولد في 14 ديسمبر 1968 في الولايات المتحدة.